# ドキュメントの自由の日
ドキュメントの自由の日 (ドキュメントのじゆうのひ、Document Freedom Day) は、ドキュメントの自由に関するアウェアネスを推進する目的で毎年3月最終水曜日に設定されている記念日である。DFDと略される。

## 概要
DFDが最初に開催されたのは2008年3月26日で欧州フリーソフトウェア財団が主催した。
Ars Technicaによると60ヶ国200の組織がDFDに積極的に参加しているという。
DFDの目標は:
- フリードキュメントフォーマットの推進と採用
- グローバルなネットワークの構築
- 3月最終水曜日に開催されるDocument Freedom Dayで行われる行動の協調[6]。

2012年は3月28日水曜日に開催された。